# Set d'or

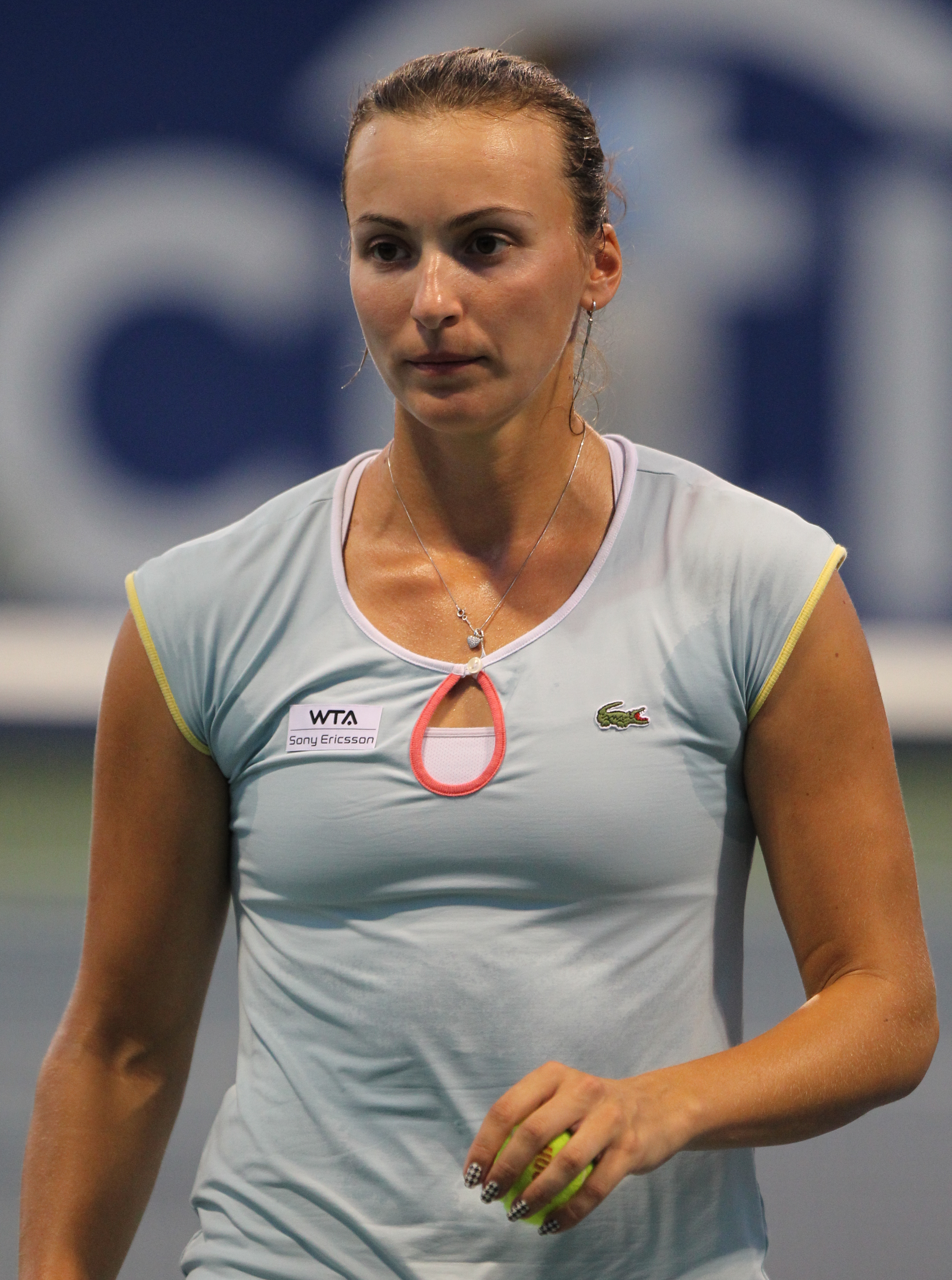
Yaroslava Shvedova est la dernière femme à avoir accompli un set en or.

En tennis, un set d'or, ou set en or, est un exploit rare réalisé lorsqu'une manche est complétée sans que l'un des joueurs ait pu marquer un seul point. Il s'agit donc d'une manche remportée 6 jeux à zéro (6-0) dans laquelle le vainqueur marque 24 points d'affilée.

## Liste des joueurs
Dans le tennis professionnel mondial, cette situation est arrivée à six reprises. Trois hommes et trois femmes sont auteurs d'un set d'or : deux Américains, une Danoise, une Kazakhe, un Allemand et un Italien. Le premier set d'or du tennis professionnel moderne date de 1943 et est le fait de l'Américaine Pauline Betz.
| Joueur              | Opposant          | Score          | Année | Épreuve                             |
| ------------------- | ----------------- | -------------- | ----- | ----------------------------------- |
| Pauline Betz        | Catherine Wolf    | 6-0, 6-2       | 1943  | Masters de Cincinnati               |
| Bill Scanlon        | Marcos Hocevar    | 6-2, 6-0       | 1983  | WCT Delray Beach                    |
| Tine Scheuer-Larsen | Mmaphala Letsatle | 6-0, 6-0       | 1995  | Fed Cup 1995 - zone Afrique         |
| Yaroslava Shvedova  | Sara Errani       | 6-0, 6-4       | 2012  | Tournoi de Wimbledon 2012           |
| Julian Reister      | Tim Pütz          | 63-7, 6-4, 6-0 | 2013  | US Open - Qualifications            |
| Stefano Napolitano  | Augusto Virgili   | 6-0, 6-3       | 2015  | Challenger de Todi - Qualifications |